# Sparkasse Mürzzuschlag
Die Sparkasse Mürzzuschlag AG ist ein Bankunternehmen mit Sitz in Mürzzuschlag und Mitglied des Kooperations- und Haftungsverbundes der österreichischen Sparkassen und des Österreichischen Sparkassenverbandes.

## Geschichte

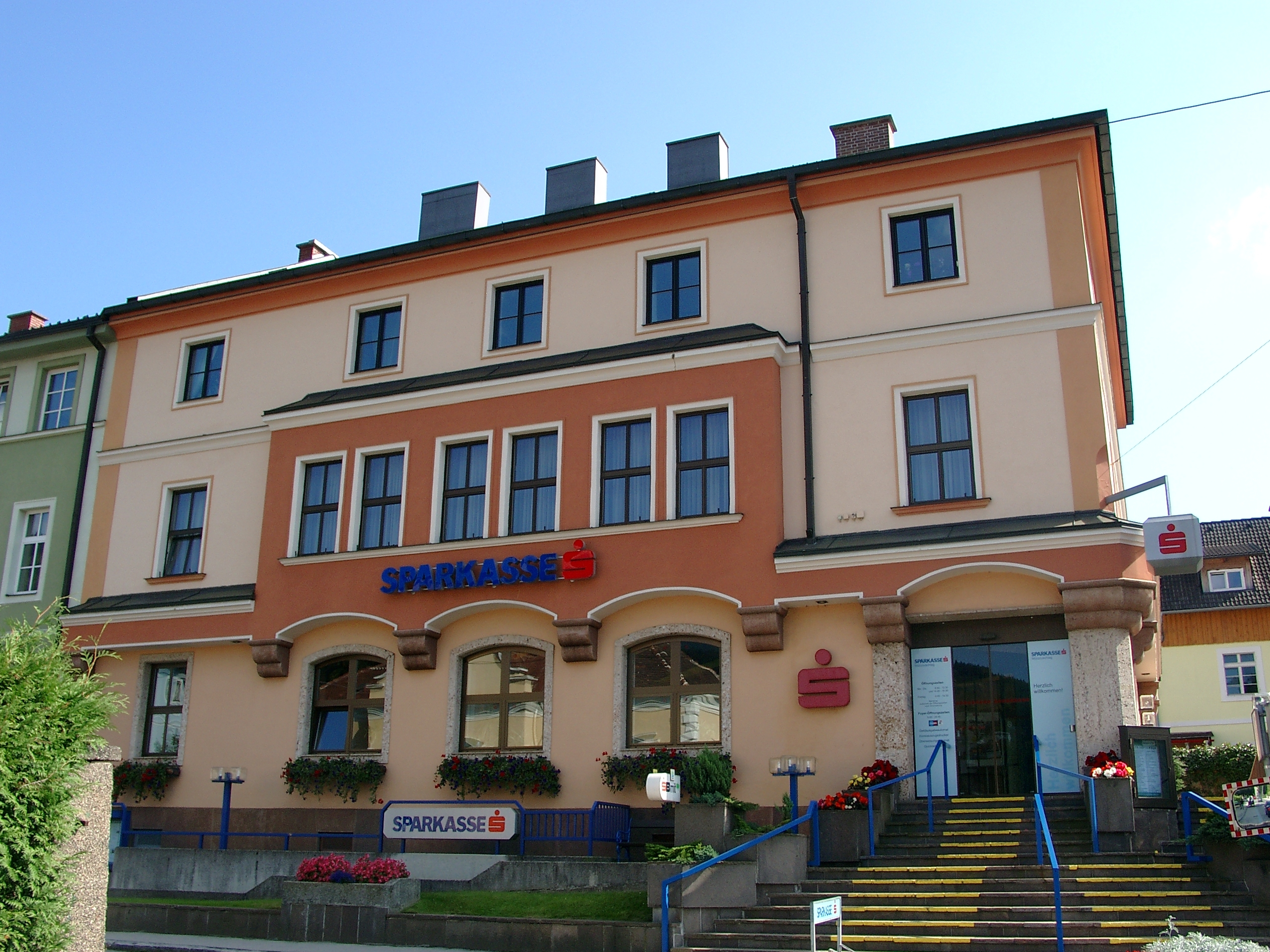
Sitz der Sparkasse Mürzzuschlag bis zur Eröffnungen der neuen Zentrale im Jahr 2021

Am 1. Juli 1869 eröffnete die Sparkasse in einem kleinen Zimmer im sogenannten Engelhaus ihren Betrieb.
1878 erwarb die Gemeinde das alte Elefantenwirtshaus (heute Stadtwerke), die Sparkasse gewährte ein Darlehen unter der Bedingung, dass ein Raum für die Sparkasse und eine Beamtenwohnung darin eingerichtet werden müsste.
Schon zwei Jahre später übersiedelte die Sparkasse in das Laschitzhaus (heute Fuchs).
Nachdem der Ankauf alter Häuser in der Ortsmitte gescheitert war, entschloss man sich ein eigenes Haus zu bauen welches im Juli 1886 bezogen wurde. Am 15. März 1945 schlugen mehrere, dem Bahnhof zugedachte (amerikanische) Bomben ins vergrößerte Gebäude der Sparkasse und machten es zu Ruinen.
Die Sparkasse wurde schwerstens in Mitleidenschaft gezogen, das Archiv völlig vernichtet. Bis September 1945 waren wieder einige Räume soweit instand gesetzt, dass man darin arbeiten konnte.
Im Jahr 1981 wurde die damalige Bezirkssparkasse in eine Gemeindesparkasse mit dem Haftungsträger der Stadt Mürzzuschlag umgewandelt.
2001 wurde der Beschluss gefasst, den Geschäftsbetrieb in eine Aktiengesellschaft einzubringen. Die Aktien befinden sich im Besitz der Anteilsverwaltungssparkasse.